# Cenocoelius quadratus
Cenocoelius quadratus är en stekelart som beskrevs av Saffer 1982. Cenocoelius quadratus ingår i släktet Cenocoelius och familjen bracksteklar. Inga underarter finns listade.